# Купцов, Сергей Алексеевич
Серге́й Алексе́евич Купцо́в (укр. Сергій Олексійович Купцов; 27 сентября 1948, Кривой Рог — 12 сентября 2014) — советский футболист и тренер.

## Биография
Сергей Купцов родился в Дзержинском районе Кривого Рога. Его отец — Алексей Гаврилович Купцов был горняком, прошедшим путь от рабочего до главного инженера и начальника проходки. Его трудовой путь был отмечен тремя почётными знаками «Шахтёрская слава». Мать Надежда Илларионовна была домохозяйкой. Футболом начал заниматься в группе подготовки «Кривбасса». Первый тренер — Владимир Андреевич Ткаченко. Через несколько лет Сергей Купцов был приглашён в юношескую команду, где его партнёрами были Валерий Яремченко, Вячеслав Дудник и Виктор Алексанов.

### Клубная карьера
В 1966 году Купцов дебютировал в первой команде «Кривбасса». В своём первом сезоне восемнадцатилетний футболист сыграл 8 матчей, выходя в основном на замену. В следующем году стал полноправным игроком основного состава. Первый гол за команду забил 16 июня 1968 года в ворота северодонецкого «Химика».
В 1969 году Купцов был приглашён в клуб высшей лиги донецкий «Шахтёр». Был зачислен в дублирующий состав команды. Дубль горняков на тот момент был действующим серебряным призёром турнира дублёров. В первый же год в дубле Сергею Купцову удалось помочь «Шахтёру» впервые стать победителем первенства СССР среди дублирующих составов команд высшей лиги. Личный вклад футболиста в это достижение был отмечен спортивным званием кандидата в мастера спорта СССР. В высшей лиге дебютировал в том же году на выезде против «Пахтакора». Через несколько дней в Одессе, в матче с дублем «Черноморца», Купцов получил разрыв крестообразной связки коленного сустава. Сергей перенёс операцию, после чего более года восстанавливался.
В 1971 году вернулся в «Кривбасс», но в чемпионском сезоне не сыграл ни одного матча. После этого был призван в армию. В 1975 году вновь вернулся в криворожскую команду. В этом сезоне «Кривбасс» вновь занял первое место в украинской зоне второй лиги, а Купцов сыграл 5 матчей. Весной 1976 года на предсезонных сборах в Ялте у него «выскочил» мениск и, после очередной операции, футболист завершил игровую карьеру.

### Тренерская карьера
В 1985 году был приглашён обратно в «Кривбасс» на должность начальника команды, которую занимал по 1991 год. В этот период в команде дебютировал его старший сын Андрей. Во втором круге сезона 1987 года некоторое время работал главным тренером команды.

## Вне футбола
Два сына Сергея Купцова — Андрей и Алексей впоследствии стали профессиональными футболистами.